# 拉克蘭·梅鐸
拉克蘭·梅鐸（英語：Lachlan Murdoch，1971年9月8日—），英國商人，為傳媒大亨魯柏·梅鐸之子。生於英國倫敦，在美國接受教育，2005年辭去新聞集團高層職位，現為澳洲十號電視網非執行董事和21世紀霍士公司及新聞集團的董事局成員。

## 生平
拉克蘭生於倫敦的一個医院，他是.魯柏·梅鐸與第二任妻子所生的長子，對上有一個姐姐（伊麗莎白），對下有一個弟弟（詹姆斯），另還有一個同父異母的姐姐(普魯登斯)。他從小在紐約最富裕的社區長大，中小學都入讀名校，1994年在普林斯頓大學獲得哲学學位。22歲時獲委任為澳洲昆士蘭報章《Courier-Mail》的總經理，一年後調任全國性報章《澳洲人報》的發行人。於1996年獲委任為新聞集團的執行董事。
他在1999年與超級名模莎拉·奧黑爾結婚，二人育有兩子一女。
2023年9月，魯伯特·默多克宣布他將在同年11月退任新聞集團董事長，由拉克蘭·梅鐸繼任。